# Trikå
Trikå (franska tricot, stickat arbete) är ett stickat eller virkat tyg, i äldre tid huvudsakligen framställt genom traditionell stickning eller virkning, men senare framställt i särskilda trikåvävningsmaskiner. Den skiljer sig från vanligt tyg genom att inte bestå av en väv utan enbart av trådmaskor och är därmed mycket mer elastiskt. Trikå delas vanligen in i vävttrikå och varptrikå beroende på om tråden går i vävens längdriktning eller tvärriktning. Den vanligaste typen är slätstickad vävttrikå som har räta maskor på ena sidan och aviga på den andra.
Bland bomullstygerna är trikå universalmaterial för underkläder och T-shirts. 
Trikån är känslig, varför en speciell trubbigare nål bör användas när den sys. Denna trubbigare s.k Strechnål gör inte hål i tyget eftersom den pressar sig emellan fibrerna till skillnad mot en "vanlig" nål som trycker sig genom fibrerna i tyget.